# Theuma xylina
Theuma xylina là một loài nhện trong họ Gnaphosidae.
Loài này thuộc chi Theuma. Theuma xylina được Eugène Simon miêu tả năm 1893.